# قره دون‌لو
قره‌دون‌لو (به ترکی آذربایجانی: Qaradonlu) یک منطقه مسکونی در جمهوری آذربایجان است که در شهرستان ایمیشلی واقع شده‌است. قره دون‌لو ۱۱۸۵ نفر جمعیت دارد.